# Gloster (rivière)
Pour les articles homonymes, voir Gloster.

La rivière Gloster  (en =anglais : Gloster River) est un cours d’eau coulant dans la région de Marlborough de l’Île du Sud de la Nouvelle-Zélande.

## Géographie
Elle prend naissance sur les pentes du Cone Dillon (en) dans la chaîne intérieure de Kaikoura (en), et s’écoule vers le nord, puis au sud-est et enfin vers l’est pour rejoindre le fleuve Clarence, qui se jette dans l’Océan Pacifique.
Jusqu’en 1888, la rivière Gloster formait la frontière entre les comtés de Marlborough et delui de Kaikoura.